# Vicious Cycle Software
Vicious Cycle Software était une société de développement de jeux vidéo basée à Morrisville, en Caroline du Nord, aux États-Unis.

## Produits
| Titre                                                 | An   | Plateforme (s)                                    |
| ----------------------------------------------------- | ---- | ------------------------------------------------- |
| Robotech: Battlecry                                   | 2002 | PS2, GameCube, Xbox                               |
| Dinotopia: l'Odyssée de Sunstone                      | 2003 | GameCube, Xbox                                    |
| Robotech: Invasion                                    | 2004 | PS2, Xbox                                         |
| Espion contre Espion                                  | 2005 | PS2, Xbox                                         |
| Dora l'exploratrice: voyage vers la planète violette  | 2005 | PS2, GameCube                                     |
| Curious George                                        | 2006 | PS2, GameCube, Xbox, Windows                      |
| Rincé                                                 | 2006 | PS2, GameCube                                     |
| Jeu de cartes à collectionner Marvel                  | 2007 | PSP, Windows                                      |
| Puzzle Quest: Challenge of the Warlords               | 2007 | PSP, XBLA                                         |
| Dead Head Fred                                        | 2007 | PSP                                               |
| Ben 10: Alien Force                                   | 2008 | Wii, PS2, PSP                                     |
| Manger du plomb: le retour de Matt Hazard             | 2009 | Xbox 360, PS3                                     |
| Matt Hazard: bain de sang et au-delà                  | 2010 | XBLA, PSN                                         |
| Yogi Bear: le jeu vidéo                               | 2010 | Wii                                               |
| Moi, moche et méchant: le jeu                         | 2010 | PS2, PSP, Wii                                     |
| Earth Defence Force: Insect Armageddon                | 2011 | Xbox 360, PS3, Windows                            |
| Ben 10: Galactic Racing                               | 2011 | Xbox 360, PS3, Wii, PlayStation Vita, 3DS         |
| Ben 10: Omnivers                                      | 2012 | Xbox 360, PS3, Wii, Wii U                         |
| Madagascar 3: Le jeu vidéo                            | 2012 | Xbox 360, PS3, Wii, Wii U                         |
| Turbo: Super Stunt Squad                              | 2013 | Xbox 360, PS3, Wii, Wii U                         |
| Pac-Man et les aventures fantomatiques                | 2013 | Xbox 360, PS3, Wii U, 3DS                         |
| Pac-Man et les aventures fantomatiques 2              | 2014 | Xbox 360, PS3, Wii U, 3DS                         |
| Adventure Time: Finn & Jake Investigations            | 2015 | Xbox 360, Xbox One, PS3, PS4, Windows, Wii U, 3DS |
| Kung Fu Panda: confrontation des légendes légendaires | 2015 | Xbox 360, Xbox One, PS3, PS4, Windows, Wii U, 3DS |